# Schazk (Ukraine)
Schazk (ukrainisch Шацьк; russisch Шацк, polnisch Szack) ist eine Siedlung städtischen Typs im äußersten Nordwesten der Ukraine mit 5334 Einwohnern (2021).

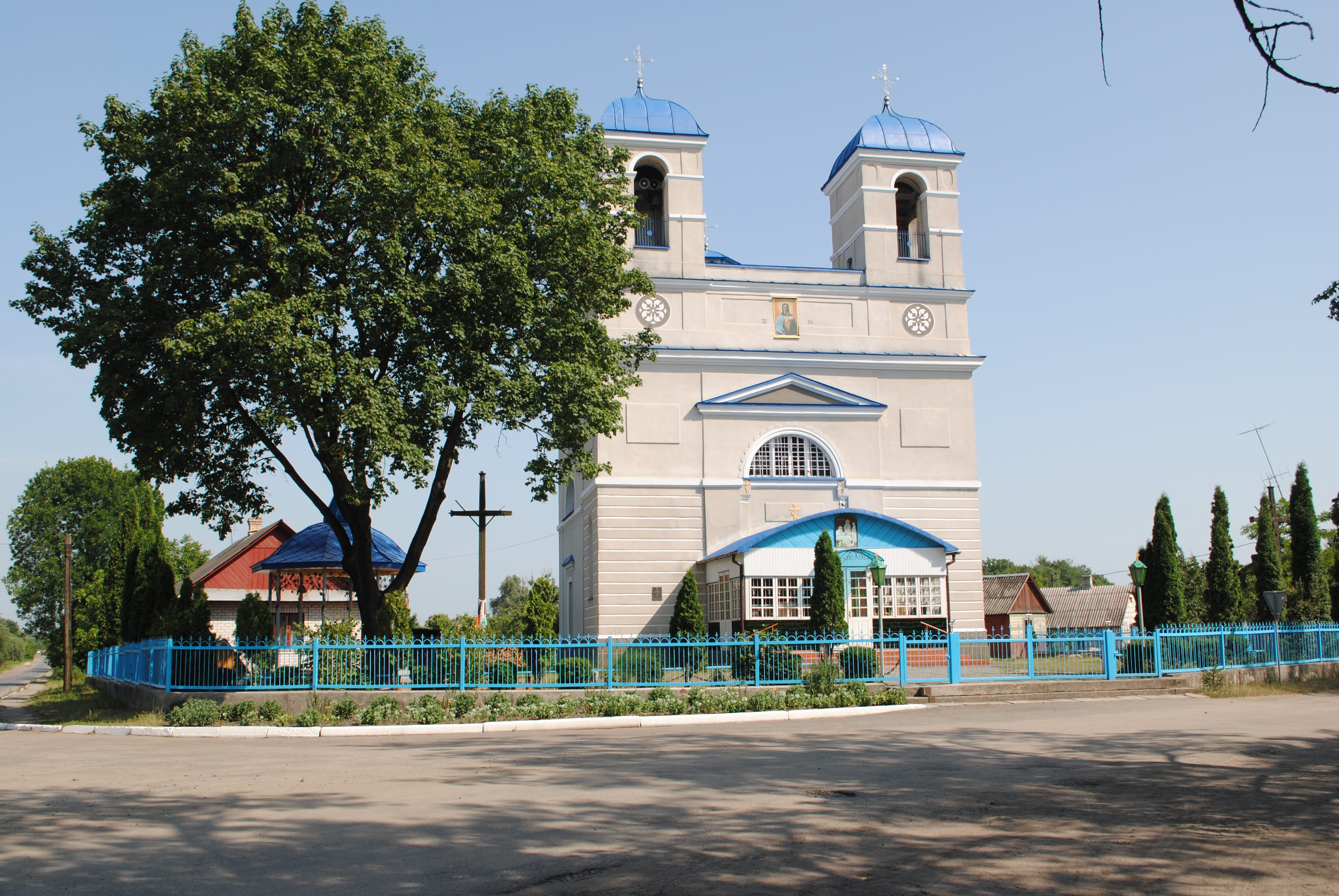
Kirche in Schazk

## Geschichte
Die erstmals 1410 schriftlich erwähnte Ortschaft wurde  1595 in Dokumenten als Stadt erwähnt. Bis zur dritten Teilung Polens 1795 gehörte sie zur Adelsrepublik Polen-Litauen (in der Woiwodschaft Brześć Litewski) und kam dann zum Russischen Kaiserreich. Nach dem Ersten Weltkrieg gehörte die Stadt zunächst zur Westukrainischen Volksrepublik. Zu Beginn des Jahres 1919 wurde Schazk von polnischen Truppen besetzt und im August 1921 wurde es ein Teil der Zweiten Polnischen Republik.
Zu Beginn des Zweiten Weltkriegs fand hier die Schlacht bei Szack zwischen polnischen und sowjetischen Truppen statt, danach wurde die Ortschaft von der Sowjetunion annektiert. Vom 25. Juni 1941 bis 21. Juli 1944 war sie von der Wehrmacht besetzt. Nach der Befreiung durch die Rote Armee kam sie wieder zur Sowjetunion, diese gliederte sie in die Ukrainische SSR ein. Seit 1957 besitzt Schazk den Status einer Siedlung städtischen Typs. Nach dem Zerfall der Sowjetunion 1991 wurde Schazk ein Teil der unabhängigen Ukraine.

## Geographie

### Lage
Die Siedlung liegt im Nordwesten der Oblast Wolyn, 154 km nordwestlich des Oblastzentrums Luzk und 84 km nordwestlich von Kowel.
Die Gemeinde grenzt im Norden an Belarus und im Westen an Polen. Die Entfernung zum Grenzübergang Jagodin nach Polen beträgt 53 km; zum Grenzübergang nach Belarus (Pishcha-Oltush) beträgt sie 21 km.
Nahe der Ortschaft liegt das Biosphärenreservat Nationalpark Schazk mit dem Switjas-See, dem größten der Schazker Seen und tiefster See der Ukraine.
Die Gemeinde liegt zu 64 % ihres Territoriums auf dem Gebiet des  Nationalpark Schazk. 44,1 % der Gemeindefläche ist von Mischwald bedeckt und 8,6 % der Fläche besteht aus zahlreichen Seen. Durch das Territorium der Gemeinde fließen sieben Flüsse, darunter der Westliche Bug und der Prypjat. Die Natur der Region Schazk ist eine einzigartige Kombination von See-, Wald- und Sumpfökosystemen.

### Gemeinde
Die Siedlungsratsgemeinde Schazk existierte bis 2015. Sie hatte eine Fläche von 169,551 km² und eine Bevölkerung von etwa 7100 Einwohnern. Zu ihr gehörten, neben der städtischen Siedlung Schazk, die Dörfer Hajiwka ⊙ mit etwa 200 Einwohnern und Melnyky ⊙ mit etwa 1100 Einwohnern. Sie lag im Zentrum des Rajons Schazk.
Am 30. September 2015 wurde die Siedlung, als Ergebnis eines freiwilligen Zusammenschlusses dreier Gemeinden mit 10 Dörfern (Prypjat, Wilyzja, Kropywnyky, Ploske, Samijlytschi, Pechy, Poloschewe, Chomytschi, Hajiwka und Melnyky), zum Zentrum der neu gegründeten Siedlungsgemeinde Schazk (ukrainisch Шацька селищна громада Schazka selyschtschna hromada). Im Jahr 2020 traten infolge der Dezentralisierungsreform 6 weitere Landratsgemeinden mit 20 Dörfern der Siedlungsgemeinde von Schazk bei.
Am 17. Juli 2020 wurde der Ort Teil des Rajons Kowel.

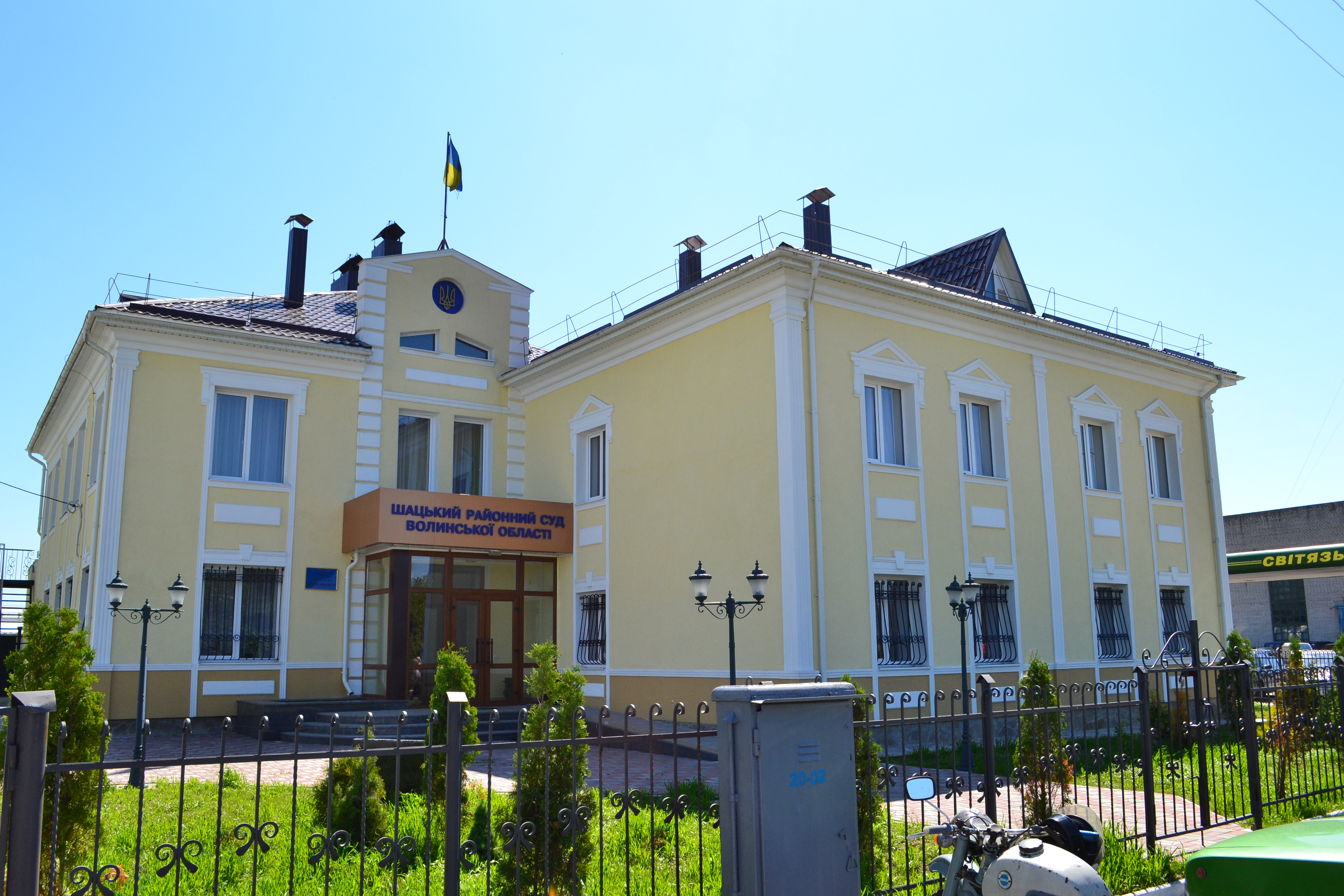
Bezirksgericht Schazk

Folgende Orte sind neben dem Hauptort Schazk Teil der Gemeinde:
| Name                     | Name              | Name                                       | Name              | Name |
| ukrainisch transkribiert | ukrainisch        | russisch                                   | polnisch          |      |
| ------------------------ | ----------------- | ------------------------------------------ | ----------------- | ---- |
| Adamtschuky              | Адамчуки          | Адамчуки (Adamtschuki)                     | Adamczuki         |      |
| Chomytschi               | Хомичі            | Хомичи (Chomitschi)                        | Chomicze          |      |
| Chrypsk                  | Хрипськ           | Хрипск (Chripsk)                           | Chrypsk           |      |
| Hajiwka                  | Гаївка            | Гаевка (Gajewka)                           | -                 |      |
| Holjadyn                 | Голядин           | Голядин (Goljadin)                         | Holadyn           |      |
| Hrabowe                  | Грабове           | Грабово (Grabowo)                          | Grabów            |      |
| Kamjanka                 | Кам'янка          | Каменка (Kamenka)                          | Kamionka          |      |
| Koschary                 | Кошари            | Кошары                                     | Koszary           |      |
| Krasnyj Bir              | Красний Бір       | Красный Бор (Krasny Bor)                   | Czerwony Bór      |      |
| Kropywnyky               | Кропивники        | Крапивники (Krapiwniki)                    | Kropiwniki        |      |
| Melnyky                  | Мельники          | Мельники (Melniki)                         | Mielniki          |      |
| Omelne                   | Омельне           | Омельно (Omelno)                           | Wysokie           |      |
| Ostriwja                 | Острів'я          | Островье (Ostrowje)                        | Ostrowie          |      |
| Pechy                    | Пехи              | Пехи (Pechi)                               | Piechy            |      |
| Pereschpa                | Перешпа           | Перешпа                                    | Pereszpa          |      |
| Pidmanowe                | Підманове         | Подманово (Podmanowo)                      | -                 |      |
| Pischtscha               | Піща              | Пища                                       | Piszcza           |      |
| Ploske                   | Плоске            | Плоское (Ploskoje)                         | Płoskie           |      |
| Poloschewe               | Положеве          | Положево (Poloschewo)                      | Położewo          |      |
| Prypjat                  | Прип'ять          | Припять (Pripjat)                          | Butmer            |      |
| Pulemez                  | Пулемець          | Пулемец                                    | Pulemiec          |      |
| Pulmo                    | Пульмо            | Пульмо                                     | Pulmo             |      |
| Rostan                   | Ростань           | Ростань                                    | Wólka Chrypska    |      |
| Samijlytschi             | Самійличі         | Самойличи (Samoilitschi)                   | Samojlicze        |      |
| Salissja                 | Залісся           | Залесье (Salessje)                         | Zalesie           |      |
| Satyschschja             | Затишшя           | Затишье (Satischje)                        | Zacisze           |      |
| Smoljary-Switjaski       | Смоляри-Світязькі | Смоляры-Свитязские (Smoljary-Switjasskije) | Smolary Świtaskie |      |
| Switjas                  | Світязь           | Свитязь                                    | Świtaź            |      |
| Wilschanka               | Вільшанка         | Ольшанка (Olschanka)                       | Olszanka          |      |
| Wilyzja                  | Вілиця            | Волица (Woliza)                            | Wilica            |      |